# Zwielicht (Band)
Zwielicht ist eine Mittelalter-Rock-Band, die 2007 in Regensburg gegründet wurde.

## Geschichte
Die Mittelalterband Zwielicht wurde Anfang des Jahres 2007 von Oliver Fischer und Regina Laxgang gegründet. Später stießen Benedikt Dreher, Christof Uhlmann, Alexander Gotthardt, Benjamin Kroll und Thomas Stumpf zu der Gruppe. Im Herbst 2007 brachte die Band ihre erste Demo-CD heraus. 2008 war Zwielicht bereits zusammen mit Fiddler’s Green auf Tour. Ein Jahr später war sie Vorgruppe der Band Schandmaul auf der Anderswelt-Tour. Im selben Jahr gewann die Band den Festival-Mediaval-Award in Selb, wodurch sie einen Plattenvertrag bekam. Zwielicht konnten sich dabei gegen Ingrimm, Ignis Fatuu und Arundo durchsetzen und eine Promo-DVD bei Zeberus Records produzieren.
Seit Februar 2009 gehört Benjamin Kroll auch zur Live-Besetzung der Gruppe Sava.
Anfang 2009 veröffentlichte die Band ihr Debütalbum Zeitlos, das über Otter Records vertrieben wurde. Bisher spielte die Band in Deutschland, Österreich und in der Schweiz.
2010 trat Zwielicht bei mehreren Festivals auf, darunter erstmals dem Wave-Gothic-Treffen in Leipzig, und absolvierte drei Auftritte mit Corvus Corax.
Im Februar 2011 trat die Gruppe gemeinsam mit Nachtgeschrei in Ingolstadt auf. Ebenfalls im Februar 2011 veröffentlichte die Band bei dem Label Banshee Records ihre zweite CD Das tiefste Ich. Auf der Release-Party trat die Gruppe Vroudenspil im Vorprogramm auf. Banshee veröffentlicht auch Alben von Dunkelschön, Faun, Omnia, Sava und Schelmish. Das Debütalbum Zeitlos wurde bei Banshee ebenfalls neu aufgelegt.
Im Sommer 2011 verließ Gitarrist Thomas Stumpf die Band und wurde durch Roland Huber ersetzt. Am 19. August 2011 spielte die Gruppe auf dem Cave Gladium in Furth im Wald.

## Stil
Der Musikstil von Zwielicht kann mit Schandmaul und anfangs auch mit Rabenschrey verglichen werden. Auf dem ersten Album spielen vor allem die mittelalterlichen Instrumente die tragende Rolle, während die modernen Musikinstrumente eher zweitrangig fungieren. Auf dem neuen Album treten Gitarre und Schlagzeug deutlicher in den Vordergrund. Die Band agiert weiterhin mit mehreren Sängern und einer Sängerin.

## Auszeichnungen
- 2. Platz bei Ritter in München einem Newcomer-Contest von Radio Aena
- Sieger des Mediaval-Festival-Awards

## Diskografie

### Demos
- 2007: Demo-CD (CDR; Eigenproduktion)
- 200?: Promo-DVD (DVD; Zeberus Records)

### Alben
- 2009: Zeitlos (CD; Otter Records)
- 2011: Das tiefste Ich (CD; Banshee Records /Alive AG)
- 2016: Zwischen den Welten (CD; Banshee Records / Alive AG)

### Sampler
- 2008: Sampler-Beitrag auf der Sonic Seducer-Beilagen CD (mit dem Lied Zwielichtige Gestalten)
- 2011: "Sampler-Beitrag" auf der Zillo Mediaval Beilagen CD (mit dem Lied Der Vertrag)
- 2012: Beitrag zum Citroën DS5 Musikwettbewerb (Version von "In der Halle des Bergkönigs - Edvard Grieg")

## Besonderes
- Die Band verzeichnet bereits mehrere Artikel in der Mittelbayerischen Zeitung, der Regensburger Stadtzeitung, im Miroque und im Sonic Seducer.
- Am 2. Juni 2012 waren die Musiker der Band Musikkomparsen in der Krimiserie Kommissarin Lucas („Die sieben Gesichter der Furcht“) im ZDF mit dem Stück Tanz zu hören.